# Contea di Suizhong
Suizhong (绥中县S) è una contea della Provincia di Liaoning, in Cina.